# Palgrave, Suffolk
Palgrave är en by och en civil parish i Storbritannien. Den ligger i Mid Suffolk i grevskapet Suffolk och riksdelen England, i den sydöstra delen av landet, 130 km nordost om huvudstaden London. Antalet invånare är 780.  Det finns en kyrka.
Kustklimat råder i trakten. Årsmedeltemperaturen i trakten är 9 °C. Den varmaste månaden är juli, då medeltemperaturen är 18 °C, och den kallaste är januari, med 0 °C.